# Mariam Abdul Aziz
Datin Paduka Seri Dayang Hajah Mariam binti Abdul Aziz (nacida el 29 de enero de 1956), también conocida como Mariam Aziz, fue la segunda esposa del sultán Hassanal Bolkiah, casada con él de 1981 a 2003.

## Primeros años
Como tercer hijo de Abdul Aziz bin Abdullah, anteriormente conocido como James Bell, y Pengiran Hajah Rashida (su segunda esposa), Mariam nació el 28 de enero de 1956. La ascendencia de su padre es inglesa y japonesa. Trabajó como asistente de vuelo para Royal Brunei Airlines (RBA).

## Matrimonio
El 28 de octubre de 1981, en Bandar Seri Begawan, Mariam se casó con el sultán Hassanal Bolkiah, quien la convirtió en su segunda esposa. Se le concedió el título de Duli Yang Teramat Mulia Pengiran Isteri. Juntos tienen cuatro hijos que son el príncipe 'Abdul Azim (fallecido), la princesa 'Azemah, la princesa Fadzilah y el príncipe 'Abdul Mateen. También se supo que tiene una hija adoptiva, Afifa Abdullah.
Después de conocerse en 1980, la pareja se divorció en febrero de 2003. El príncipe Sufri, hermano del sultán Hassanal Bolkiah, anunció en la televisión oficial el 2 de febrero de 2003 la información de que se iba a divorciar de acuerdo con la ley islámica Sharia del país. En establecimientos gubernamentales y comerciales, varias imágenes de la exesposa del sultán que se exhibían junto a fotografías de él y su primera esposa fueron rápidamente retiradas después del anuncio real. El monarca tuvo 100 días para cambiar de opinión sin exigir nuevos votos matrimoniales, pero nunca ha dado ninguna explicación sobre el divorcio.

## Demanda de joyería
Mariam acusó a Fatimah Kumin Lim de robar joyas mediante dos demandas en Londres. El juez concluyó que a través del robo se habían vendido ilegalmente dos diamantes y una joya de diamantes por valor de alrededor de £ 12,5 millones. Ella vive en Singapur y actualmente solicita una indemnización por el robo. Mariam había testificado previamente ante el tribunal que le había dado un brazalete de diamantes a uno de sus guardaespaldas en una noche de fiesta en 2008 para que lo guardara y no lo había visto desde entonces.

## Contribuciones sociales
Pusat Ehsan Al-Ameerah Al-Hajjah Maryam es una organización benéfica sin fines de lucro dedicada a ofrecer capacitación, rehabilitación y oportunidades educativas de alta calidad para personas con necesidades especiales. Mariam es la patrona de Pusat Ehsan. El centro fue fundado por el mecenas con la intención de mejorar la vida de las personas con discapacidad.
Junto con la princesa Masna, el 8 de mayo de 2002, participó en tai chi durante un ejercicio benéfico masivo organizado por la Asociación de Mujeres Empresarias de Brunéi en el Estadio Nacional Hassanal Bolkiah.

## Legado
En su honor han sido nombrados los siguientes edificios:
- Hospital Pengiran Isteri Hajjah Mariam (Hospital PIHM), que alberga el cuarto hospital de distrito más grande del país. Está ubicado en la ciudad de Bangar del distrito de Temburong.
- Escuela secundaria Pengiran Isteri Hajjah Mariam (SMPIHM), una escuela en Kampong Serasa.
- Mezquita Al-Ameerah Al-Hajjah Maryam, lugar de culto en Kampong Jerudong.

## Ancestros
|  |                                     |  |  |  |  |  |  |  |  |  |  |  |  |  |  |  |
|  | 2. Haji Awang Abdul Aziz            |  |  |  |  |  |  |  |  |  |  |  |  |  |  |  |
|  |                                     |  |  |  |  |  |  |  |  |  |  |  |  |  |  |  |
|  |                                     |  |  |  |  |  |  |  |  |  |  |  |  |  |  |  |
|  | 1. Mariam Abdul Aziz                |  |  |  |  |  |  |  |  |  |  |  |  |  |  |  |
|  |                                     |  |  |  |  |  |  |  |  |  |  |  |  |  |  |  |
|  |                                     |  |  |  |  |  |  |  |  |  |  |  |  |  |  |  |
|  | 12. Pengiran Munap                  |  |  |  |  |  |  |  |  |  |  |  |  |  |  |  |
|  |                                     |  |  |  |  |  |  |  |  |  |  |  |  |  |  |  |
|  |                                     |  |  |  |  |  |  |  |  |  |  |  |  |  |  |  |
|  | 6. Pengiran Muhammad Salleh         |  |  |  |  |  |  |  |  |  |  |  |  |  |  |  |
|  |                                     |  |  |  |  |  |  |  |  |  |  |  |  |  |  |  |
|  |                                     |  |  |  |  |  |  |  |  |  |  |  |  |  |  |  |
|  | 13. Pengiran Kalsum                 |  |  |  |  |  |  |  |  |  |  |  |  |  |  |  |
|  |                                     |  |  |  |  |  |  |  |  |  |  |  |  |  |  |  |
|  |                                     |  |  |  |  |  |  |  |  |  |  |  |  |  |  |  |
|  | 3. Pengiran Hajah Rashida           |  |  |  |  |  |  |  |  |  |  |  |  |  |  |  |
|  |                                     |  |  |  |  |  |  |  |  |  |  |  |  |  |  |  |
|  |                                     |  |  |  |  |  |  |  |  |  |  |  |  |  |  |  |
|  | 14. Muhammad Ja'afar Muhammad Sa'ad |  |  |  |  |  |  |  |  |  |  |  |  |  |  |  |
|  |                                     |  |  |  |  |  |  |  |  |  |  |  |  |  |  |  |
|  |                                     |  |  |  |  |  |  |  |  |  |  |  |  |  |  |  |
|  | 7. Nursiah Muhammad Ja'afar         |  |  |  |  |  |  |  |  |  |  |  |  |  |  |  |
|  |                                     |  |  |  |  |  |  |  |  |  |  |  |  |  |  |  |
|  |                                     |  |  |  |  |  |  |  |  |  |  |  |  |  |  |  |
|  | 15. Siti Rafeah Laut                |  |  |  |  |  |  |  |  |  |  |  |  |  |  |  |
|  |                                     |  |  |  |  |  |  |  |  |  |  |  |  |  |  |  |
|  |                                     |  |  |  |  |  |  |  |  |  |  |  |  |  |  |  |